# Burlioncourt
Burlioncourt est une commune française située dans le département de la Moselle en région Grand Est.

## Géographie
| Vannecourt | Dalhain      | Haboudange   |
|            | Burlioncourt | Château-Voué |
| Puttigny   | Hampont      | Obreck       |

### Hydrographie
La commune est située dans le bassin versant du Rhin au sein du bassin Rhin-Meuse. Elle est drainée par la Petite Seille.
La Petite Seille, d'une longueur totale de 25,5 km, prend sa source dans la commune de Racrange et se jette  dans la Seille à Salonnes, après avoir traversé 15 communes.

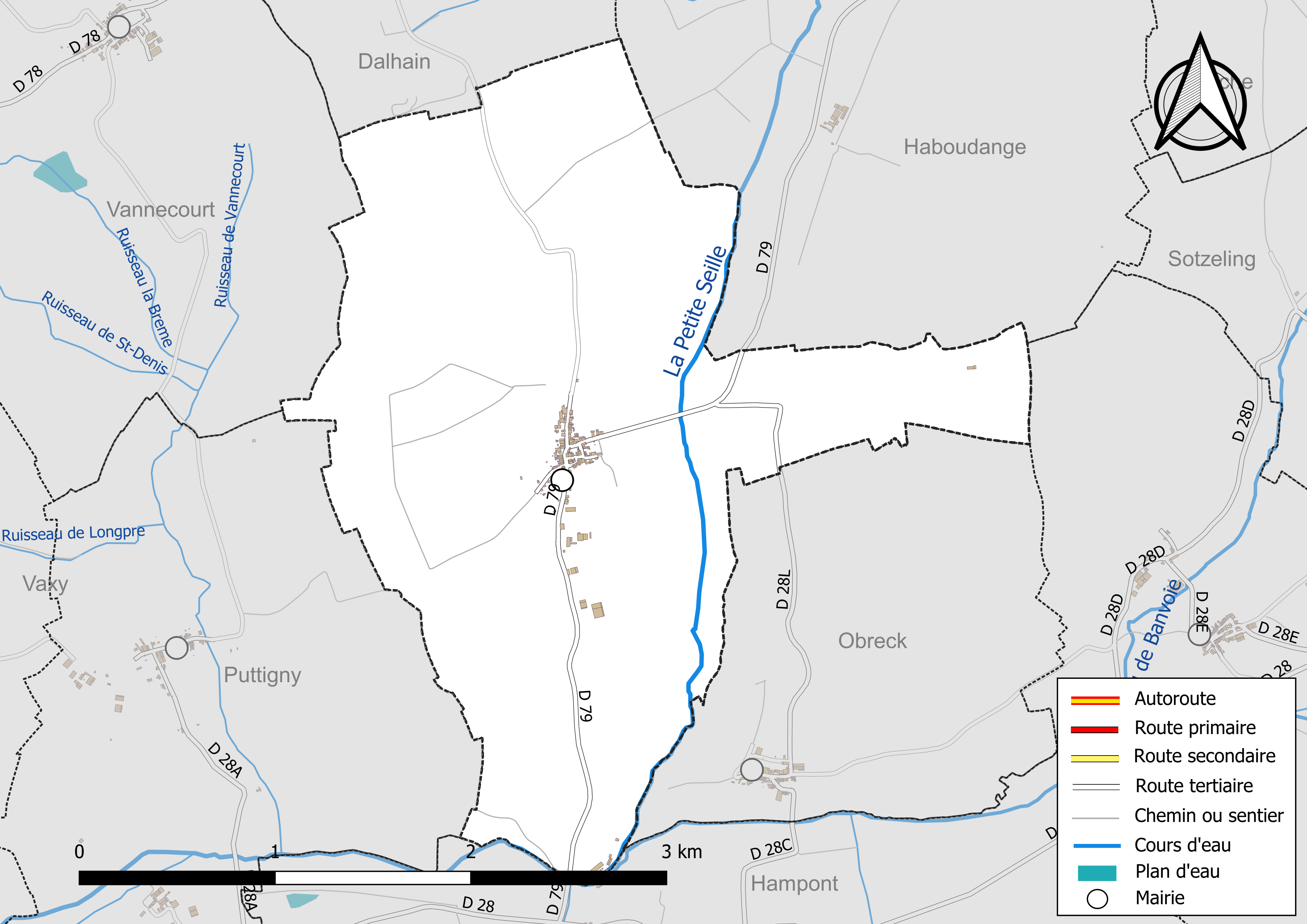
Réseaux hydrographique et routier de Burlioncourt.

La qualité de la Petite Seille peut être consultée sur un site spécial géré par les agences de l’eau et l’Agence française pour la biodiversité.

### Climat
Pour des articles plus généraux, voir Climat du Grand Est et Climat de la Moselle.
En 2010, le climat de la commune est de type climat des marges montargnardes, selon une étude du Centre national de la recherche scientifique s'appuyant sur une série de données couvrant la période 1971-2000. En 2020, Météo-France publie une typologie des climats de la France métropolitaine dans laquelle la commune est exposée à un climat semi-continental et est dans la région climatique  Lorraine, plateau de Langres, Morvan, caractérisée par un hiver rude (1,5 °C), des vents modérés et des brouillards fréquents en automne et hiver. 
Pour la période 1971-2000, la température annuelle moyenne est de 9,9 °C, avec une amplitude thermique annuelle de 17,2 °C. Le cumul annuel moyen de précipitations est de 754 mm, avec 11,6 jours de précipitations en janvier et 9 jours en juillet. Pour la période 1991-2020, la température moyenne annuelle observée sur la station météorologique de Météo-France la plus proche, « Rodalbe », sur la commune de Rodalbe à 10 km à vol d'oiseau, est de 10,6 °C et le cumul annuel moyen de précipitations est de 737,2 mm. 
La température maximale relevée sur cette station est de 38,7 °C, atteinte le 24 juillet 2019 ; la température minimale est de −18,1 °C, atteinte le 26 décembre 2010,,. 
Les paramètres climatiques de la commune ont été estimés pour le milieu du siècle (2041-2070) selon différents scénarios d'émission de gaz à effet de serre à partir des nouvelles projections climatiques de référence DRIAS-2020. Ils sont consultables sur un site spécial publié par Météo-France en novembre 2022.

## Urbanisme

### Typologie
Au 1er janvier 2024, Burlioncourt est catégorisée commune rurale à habitat dispersé, selon la nouvelle grille communale de densité à sept niveaux définie par l'Insee en 2022.
Elle est située hors unité urbaine. Par ailleurs la commune fait partie de l'aire d'attraction de Morhange, dont elle est une commune de la couronne,. Cette aire, qui regroupe 22 communes, est catégorisée dans les aires de moins de 50 000 habitants,.

### Occupation des sols
L'occupation des sols de la commune, telle qu'elle ressort de la base de données européenne d’occupation biophysique des sols Corine Land Cover (CLC), est marquée par l'importance des territoires agricoles (95,6 % en 2018), une proportion identique à celle de 1990 (95,6 %). La répartition détaillée en 2018 est la suivante : 
terres arables (58,9 %), prairies (23,7 %), zones agricoles hétérogènes (13 %), zones urbanisées (4 %), forêts (0,4 %). L'évolution de l’occupation des sols de la commune et de ses infrastructures peut être observée sur les différentes représentations cartographiques du territoire : la carte de Cassini (XVIIIe siècle), la carte d'état-major (1820-1866) et les cartes ou photos aériennes de l'IGN pour la période actuelle (1950 à aujourd'hui).

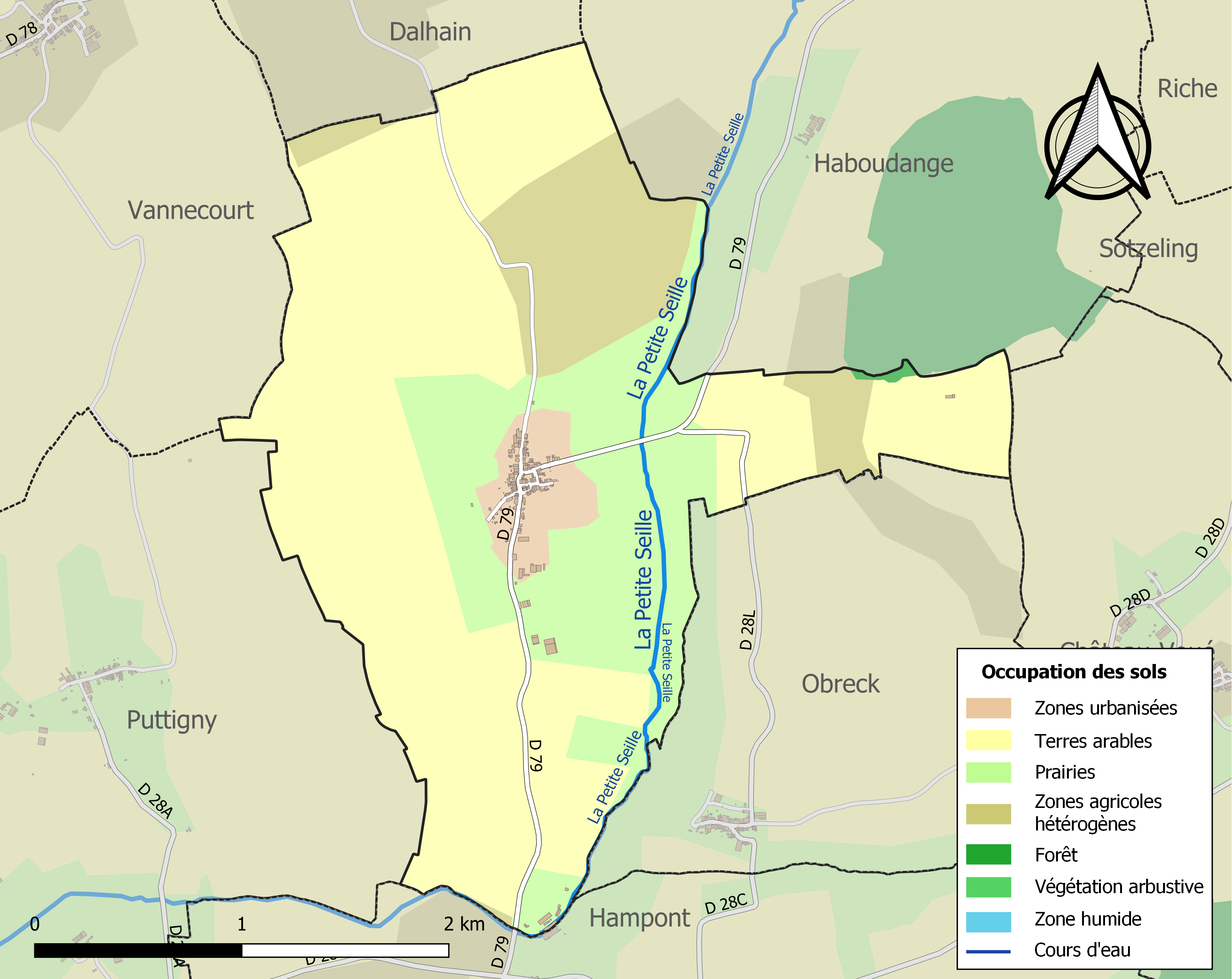
Carte des infrastructures et de l'occupation des sols de la commune en 2018 (CLC).

## Toponymie
En 1170: Bruluncurt, 1180 : Brulencourt, 1210 : Bruloncurth, 1266 : Bruilloncort et Bruilloncourt, 1267 : Bruluncurt, 1288 : Brulloncort, XVe siècle : Brulloncuria, 1793 : Burlioncourt, 1915-1918 et 1940-1944 : Burlingshofen.

## Histoire
Le village dépendait du duché de Lorraine et de la principauté épiscopale de Metz : la partie de l'évêché dépendait de la châtellenie d'Haboudange et du bailliage de Vic ; la partie lorraine dépendait en 1594 de la prévôté de Dieuze et du bailliage d'Allemagne.

## Politique et administration
| Période                                  | Période   | Identité         | Étiquette | Qualité |
| ---------------------------------------- | --------- | ---------------- | --------- | ------- |
| Les données manquantes sont à compléter. |           |                  |           |         |
| mars 1983                                | mars 1989 | Raymond Heyser   |           |         |
| mars 1989                                | mars 2008 | Jean Girardin    |           |         |
| mars 2008                                | En cours  | François Ricatte |           |         |

## Démographie
L'évolution du nombre d'habitants est connue à travers les recensements de la population effectués dans la commune depuis 1793. Pour les communes de moins de 10 000 habitants, une enquête de recensement portant sur toute la population est réalisée tous les cinq ans, les populations de référence des années intermédiaires étant quant à elles estimées par interpolation ou extrapolation. Pour la commune, le premier recensement exhaustif entrant dans le cadre du nouveau dispositif a été réalisé en 2008.

En 2022, la commune comptait 123 habitants, en évolution de −16,89 % par rapport à 2016 (Moselle : +0,52 %, France hors Mayotte : +2,11 %).
| 1793 | 1800 | 1806 | 1821 | 1831 | 1836 | 1841 | 1846 | 1851 |
| ---- | ---- | ---- | ---- | ---- | ---- | ---- | ---- | ---- |
| 389  | 360  | 411  | 421  | 432  | 489  | 468  | 470  | 475  |

| 1856 | 1861 | 1871 | 1875 | 1880 | 1885 | 1890 | 1895 | 1900 |
| ---- | ---- | ---- | ---- | ---- | ---- | ---- | ---- | ---- |
| 484  | 445  | 441  | 424  | 410  | 378  | 347  | 363  | 332  |

| 1905 | 1910 | 1921 | 1926 | 1931 | 1936 | 1946 | 1954 | 1962 |
| ---- | ---- | ---- | ---- | ---- | ---- | ---- | ---- | ---- |
| 317  | 296  | 270  | 245  | 238  | 237  | 192  | 217  | 185  |

| 1968 | 1975 | 1982 | 1990 | 1999 | 2006 | 2008 | 2013 | 2018 |
| ---- | ---- | ---- | ---- | ---- | ---- | ---- | ---- | ---- |
| 171  | 159  | 180  | 162  | 181  | 178  | 177  | 159  | 128  |

| 2022 | - | - | - | - | - | - | - | - |
| ---- | - | - | - | - | - | - | - | - |
| 123  | - | - | - | - | - | - | - | - |

## Culture locale et patrimoine

### Héraldique
| Blason de Burlioncourt | Blason  | De gueules à deux saumons adossés d'argent accompagnés de deux cailloux d'or posés en chef et en pointe. |
| Blason de Burlioncourt | Détails | |

### Lieux et monuments

#### Édifices civils
- Vestiges gallo-romains.

#### Édifice religieux
- Église Saint-Léger XVIIIe siècle : mobilier.

## Pour approfondir